# لیشتن‌اشتاین، زاکسن
شهر لیشتن‌اشتاین/زاکسن (به آلمانی: Lichtenstein/Sa.) در ایالت زاکسن در کشور آلمان واقع شده‌است.